# Баран Далля
Баран Далля, або вівця Далля (лат. Ovis dalli) — вид з родини порожнисторогих (Bovidae), іноді розглядається як підвид товсторога. Його ареал розповсюдження тягнеться від півдня Аляски до Британської Колумбії. Живе головним чином на гірських луках вище межі лісу (від 600 до 2500 м над рівнем моря) в групах від 6 до 25 особин. Зрідка стадо може складатися з 50 або більше членів. Головними природними ворогами барана Далля є вовки, ведмеді, рисі, росомахи, койоти і орли. Їжа складається з трав, малих чагарників, гілок верб, лишайників і мохів.

## Підвиди

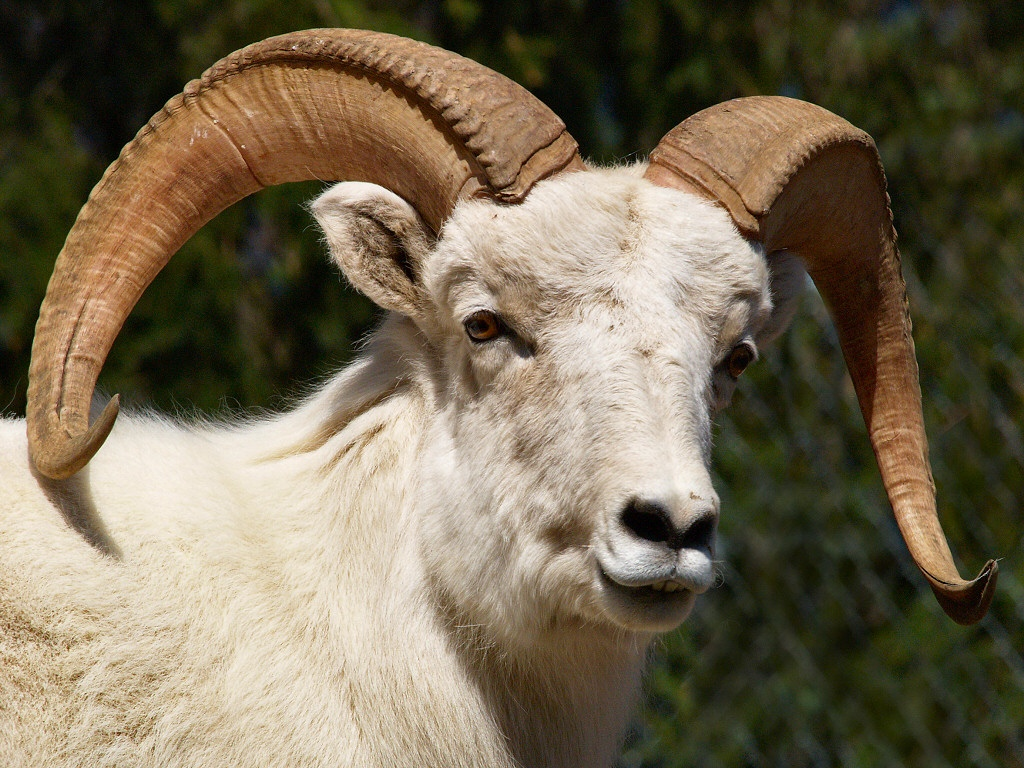
Голова барана Далля

Розрізняють два підвиди барана Далля:
- Ovis dalli dalli, шерсть якого цілком біла. Зустрічається в більшій частині Аляски і в Території Юкон, а також на крайньому північному заході Британської Колумбії. Його популяції нічого не загрожує.
- Ovis dalli stonei, сірого кольору з білими плямами біля хвоста. Населяє південь Території Юкон і північ Британської Колумбії. Зник у деяких областях свого споконвічного ареалу, але в цілому не перебуває під загрозою зникнення.

Іноді окремим підвидом вважається і Ovis dalli kenaiensis з півострова Кенан на Алясці. Однак, як правило, його відносять до Ovis dalli dalli.